# Au Café des délices
Singles de Patrick Bruel
Pour la vie
(2000) Tout s'efface
(2000)
Au Café des délices est une chanson écrite par Félix Gray, composée et interprétée par Patrick Bruel, troisième single de son cinquième album Juste avant paru le 24 juillet 2000. Elle raconte la douceur de vivre dans la ville de Tunis.
La chanson évoque la vie à Tunis (port, femmes, enfants, odeurs du jasmin), mais aussi les « soirées de fête » sur les plages d'Hammamet. Elle a une tonalité nostalgique, même si Bruel est originaire de Tlemcen en Algérie. Félix Gray, l’auteur du texte, est bien né à Tunis, lui.
Le refrain Yalil, Yalil, Habibi Yalil !, est une expression fréquemment employée dans les chansons d'amour arabes. Elle signifie littéralement : Oh Nuit , Oh Nuit, Mon Amour, Oh Nuit !.
À la suite du tournage, en 1999 à Sidi Bou Saïd, du clip de la chanson, le café de Sidi Chaabane a été rebaptisé café des Délices.